# Kosmos 359
Kosmos 359 là một tàu thám hiểm không người lái của Liên Xô được phóng vào ngày 22 tháng 8 năm 1970. Mục đích dự định của tàu vũ trụ thăm dò là để khám phá sao Kim, nhưng một lỗi làm cho tên lửa giai đoạn cuối bị trục trặc, khiến cho tàu bị mắc kẹt trong quỹ đạo hình elip quanh Trái Đất. Tàu vũ trụ thăm dò vẫn nằm trong quỹ đạo quanh Trái Đất trong 410 ngày trước khi quỹ đạo của nó bị phân hủy và nó rơi trở lại bầu khí quyển. Kosmos 359 đã được phóng lên năm ngày sau Venera 7 và có một thiết kế giống hệt với tàu vũ trụ trên. Nếu tàu này không bị thất bại trong nhiệm vụ, nó sẽ hạ cánh trên sao Kim ngay sau Venera 7. Việc công khai thừa nhận sự thất bại của cố gắng hạ cánh trên sao Kim sẽ là một thảm họa quan hệ công chúng cho Chương trình Không gian Venera Liên Xô, nên sau khi thất bại nhiệm vụ phi thuyền Venera này được đổi tên thành Kosmos 359 để che giấu sự thất bại của nó trước công chúng.

## Sự cố tên lửa
Sau khi đạt đến quỹ đạo, động cơ trên chính đốt cháy muộn và tắt sớm sau khi chạy chỉ trong hai mươi lăm giây. Lỗi này cuối cùng là do lỗi trong biến áp DC của hệ thống cấp điện.

## Thiết bị thử nghiệm
Kosmos 359 mang theo một loạt các dụng cụ khoa học, bao gồm một máy dò gió mặt trời, máy dò tia vũ trụ, nhiệt kế điện trở, và phong vũ biểu aneroid.